# 白令海吻獅子魚
白令海吻獅子魚，為輻鰭魚綱鮋形目杜父魚亞目獅子魚科的其中一種，分布於東北太平洋區，從白令海至美國加州蒙德勒灣海域，棲息深度350-2189公尺，體長可達11公分，為深海底棲性魚類，屬肉食性，生活習性不明。

## 擴展閱讀
維基物種上的相關：白令海吻獅子魚